# Polillo (eiland)
Polillo is het grootste eiland van de Polillo-eilanden in de Filipijnen. Het eiland ligt ten oosten van het grootste Filipijnse eiland Luzon ter hoogte van Manilla en wordt van Luzon gescheiden door de Straat Polillo.

## Geografie

### Bestuurlijke indeling
Op Polillo liggen de volgende drie gemeenten:
- Polillo
- Burdeos
- Panukulan

### Topografie en landschap
Het eiland is 761 km² groot. Het terrein is ruw en heuvelachtig. De meeste heuvels zijn zo'n 100 tot 200 meter hoog. De hoogste berg is met 350 meter Mount Malulod. Het eiland wordt verder gekenmerkt door de vele riviertjes.

## Klimaat
Er is op Polillo geen droog seizoen. De meeste regen valt normaal gesproken van november tot januari. In het laatste kwartaal wordt het eiland vaak aangedaan door tyfoons.

## Flora en Fauna van Polillo

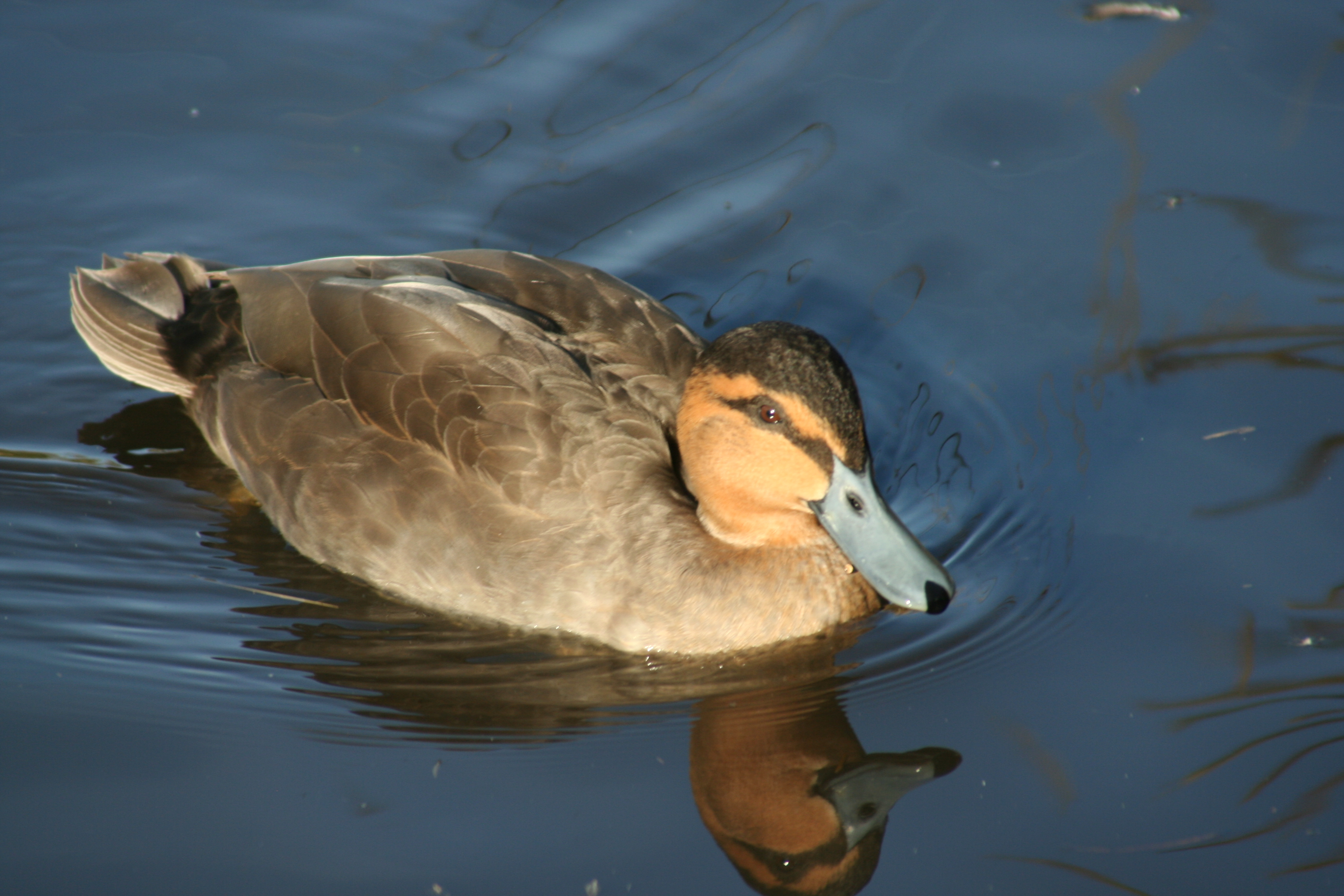
De Filipijnse eend

De fauna van Polillo is enorm divers en op het eiland komen diverse unieke diersoorten voor. Door ontbossing van het eiland zijn nu nog slechts enkele zeer kleine stukjes bos en oerwoud over. Het Sibulan watershed Reserve is het enige nog resterende oerwoud op het eiland en studies hebben uitgewezen dat hier nog vele Dipterocarpaceae voorkomen.
Door de ontbossing zijn veel van de hier voorkomende diersoorten bedreigd in hun voortbestaan. Voorbeelden van bedreigde diersoorten die hier nog voorkomen zijn: Filipijnse eend, de Filipijnse kaketoe, de dolksteekduif, de rosse spoorkoekoek, Grays varaan (een grote, zeer zeldzame varanensoort) en diverse vleermuissoorten.